# Continuous descent approach
Pour les articles homonymes, voir CDA et CDO.

Profil de CDA (en vert) comparée à une approche traditionnelle (en rouge)

En aéronautique, continuous descent approach (CDA) ou optimized profile descent (OPD), en Français approche en descente continue, est une procédure d'approche. Comparé aux procédures traditionnelles, elle a été conçue pour réduire la consommation de carburant et les nuisances sonores en supprimant les « paliers ». On peut trouver plusieurs définitions de la CDA, dans Continuous Descent Approach: Implementation Guidance Information, Eurocontrol définit la CDA comme une manœuvre par laquelle un avion effectue une descente à partir d'une position optimale en utilisant un minimum de poussée et en évitant de voler en palier et ce, dans les limites permises par les procédures publiées, en assurant la sécurité du vol. Certains aéroports incluent des contraintes dans leur procédure CDA telles qu'une pente de descente constante de 3°, ou encore limitent l'altitude de départ de la procédure CDA.
Des procédures type CDA sont déjà en place ou en cours de tests sur de grands aéroports tels que l'aéroport international de Los Angeles, l'aéroport international Hartsfield-Jackson d'Atlanta, ou tel que l'aéroport de Paris-Orly, en France.

## CDO
Le terme CDO (continuous descent operations) remplace le terme CDA depuis la publication de la doc OACI 9931. La descente continue (CDO) est une technique de conduite de vol, qui, à l’aide soit de procédures d’approches aux instruments et de structures d’espaces aériens adaptés soit grâce aux techniques du contrôle aérien, permet la réalisation, par les avions, de profils de vol optimisés en utilisant des puissances moteur réduites et, lorsque cela est possible, des configurations limitant les traînées aérodynamiques afin de réduire :
- les nuisances sonores aux abords des aérodromes ;
- les émissions gazeuses dans l’atmosphère ;
- la consommation de carburant des aéronefs ;

et ce depuis le début de descente du niveau de croisière (TOD, top of descent) jusqu’à la piste.